# Laubholz-Sackträger

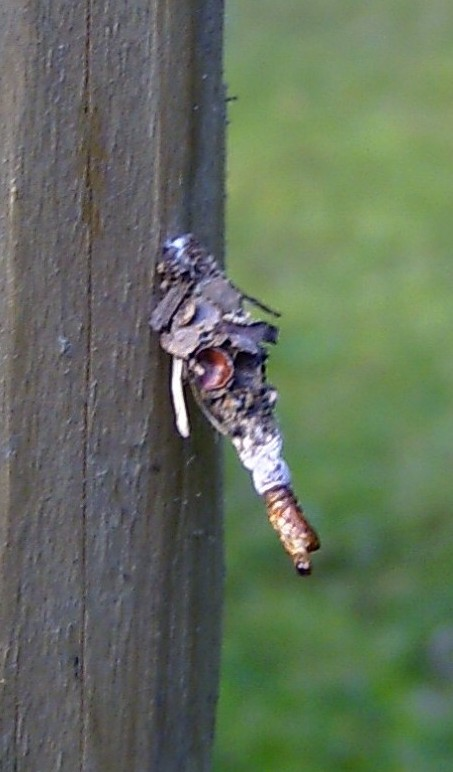
Männliches Raupensäckchen des Laubholz-Sackträgers

Der Laubholz-Sackträger (Sterrhopterix fusca), auch Rauhaariger Sackträger genannt, ist ein Schmetterling aus der Familie der Echten Sackträger (Psychidae).

## Merkmale

### Falter
Die erwachsenen Tiere sind durch einen deutlichen Geschlechtsdimorphismus geprägt. Die Flügel der Männchen erreichen eine Spannweite von etwa 16 bis 20 Millimetern, sind zeichnungslos, durchscheinend hell bräunlichgrau und dünn beschuppt. Die Adern treten deutlicher hervor. Ihre Fühler sind mit kurzen Kammzähnen versehen. Die madenartigen, gelblichweiß gefärbten Weibchen haben einen walzenförmigen Körper und werden etwa 6 bis 8 Millimeter lang. Sie besitzen weder entwickelte Fühler, noch Flügel, und die Beine sind zu Stummeln verkümmert.

### Raupe, Puppe
Die Raupen haben eine hellbraune, Kopf und Thorax eine dunkelbraune Färbung, die ersten Segmente sind mit breiten, hellen Längsbinden versehen. Sie spinnen sich in eine sackartige Wohnröhre ein. Deren innere Form ist rund. An der Außenseite befestigt die Raupe Teile von Pflanzenstängeln, Blattstücken oder Baumnadeln, so dass das Seidensäckchen durch einen Köcher aus organischen Substanzen umhüllt wird und denjenigen der im Wasser lebenden Köcherfliegen (Trichoptera) ähnelt. Der mittlere äußere Durchmesser beträgt etwa 4 bis 6 Millimeter, die Länge ca. 12 bis 16 Millimeter. Die organischen Fremdmaterialien sind unregelmäßig angesponnen. Am hinteren Ende ist ein Teil des Gespinstes nicht durch Pflanzenmaterial bedeckt. Dort zeigt sich eine weißliche Endröhre, wo auch die leere, braune Puppenhülle nach dem Schlüpfen der Männchen zu erkennen ist. Die weißliche Endröhre fehlt bei den weiblichen Sackhüllen, die dadurch auch etwas kürzer sind.

### Ähnliche Arten
Die farblich ähnlichen männlichen Falter des Bergmoor-Sackträgers (Sterrhopterix standfussi) sind wegen ihrer größeren Flügelspannweite von etwa 22 bis 26 Millimetern meist gut zu unterscheiden. Auch sind die Säcke mit einer Länge um 22 Millimeter deutlich größer.

## Verbreitung und Vorkommen
Die Art ist im klimatisch gemäßigten Europa von England durch das zentrale Europa (einschließlich des Alpenraums), ostwärts bis weit nach Russland hinein, nördlich bis Fennoskandinavien, die Baltischen Staaten und Karelien weit verbreitet. Die südliche Grenze verläuft von Norditalien bis Rumänien. Die Tiere sind überwiegend in Birkenmooren, Sumpfwäldern, Mischwäldern und Heiden anzutreffen.

## Lebensweise
Die Falter fliegen in einer Generation von Mitte Juni bis Mitte Juli. Die Raupen findet man ab August und nach zwei Überwinterungen bis zum Mai des übernächsten Jahres. Während des gesamten Raupenstadiums bleibt die Raupe in ihrer Schutzhülle und verpuppt sich auch darin. Nur der männliche erwachsene Schmetterling verlässt den Raupensack und sucht das flugunfähige Weibchen auf, um sich zu paaren. Die Männchen haben eine extrem kurze Lebenszeit von nur wenigen Stunden, die auch für andere Arten der Echten Sackträger charakteristisch ist. Sie besuchen gerne künstliche Lichtquellen. Die Raupen ernähren sich polyphag von vielen verschiedenen Pflanzen, von denen hier nur eine Auswahl genannt ist:
- Aufrechte Trespe (Bromus erectus),
- Seegras-Segge (Carex brizoides),
- Ulmen (Ulmus),
- Erlen (Alnus),
- Birken (Betula),
- Eichen (Quercus),
- Schlehdorn (Prunus spinosa),
- Sanddorn (Hippophae rhamnoides),
- Rauschbeere (Vaccinium uliginosum)

und andere. Der männliche Larvensack wird an Pfosten, Masten, Bäumen und Leitplanken, überwiegend exponiert in Höhen zwischen 0,5 und 1,0 Metern Höhe befestigt. Die weiblichen Sackhüllen befinden sich schwerer erkennbar meist in Höhen von bis zu 2,5 Metern.

## Gefährdung
Die Art ist in Deutschland weit verbreitet und meist zahlreich anzutreffen, so dass sie als nicht gefährdet gilt.